# Gotthelf August Fischer
Pour les articles homonymes, voir Fischer.
Gotthelf August Fischer, né à Ockrilla (électorat de Saxe) le 28 avril 1763 et mort le 8 février 1832 à Dresde, est un mathématicien saxon. 
Il s'engage comme artilleur en 1779, se livre avec ardeur à l'étude des sciences mathématiques, quitte en 1794, le service et devint professeur à l'école des pages de Dresde. Plus tard, il fut chargé successivement d'enseigner les mathématiques à l'école royale des cadets de Dresde (1815), à l'École supérieure des beaux-arts de Dresde (1818) et à l'Université technique de Dresde fondée en 1828. 
Fischer a écrit sur les mathématiques pures et appliquées des ouvrages remarquables par leur clarté. 

## Publications
- (de) Krummlinige geometrie, zur praktischen anwendung und auflösung der integral-ausdrücke, die sich auf raumgrönen beziehen
- (de) Construirende Geometrie zur praktischen Anwendung geometrischer Raumgrössen ohne ausführliche Beweise für angehende Künstler, Baugewerken, Zeugarbeiter, etc
- (de) Anfangsgründe der hydrostatik und hydraulik zum selbstunterricht für angehende architekten, und zunächst als lehrbuch für den unterricht